# 馬融和
馬融和（？—？）廣西人，太平天國中後期「西征兵團」名將，初隸「英王」陳玉成部，轉戰湖北、安徽北部，1860年十二月廿六日，以功封天朝九門御林羽林軍副總提，賜爵泳天安；後於1864年7月回救天京失敗，繼之於11月為僧格林沁敗於霍山，馬領七萬太平軍倒戈投降安徽按察使英翰，導致上級扶王陳得才十萬軍剩三萬，自盡；為清軍重用，屢立戰功，升任游擊將軍，統軍兩營。

## 佔領漢中
- 太平軍「西征兵團」同治二年（1863年）二月，與啟王梁成富、扶王陳得才、遵王賴文光、端王藍成春共率軍由安康入漢中，包圍陝西巡撫劉蓉漢中兩萬湘軍。八月，攻佔漢中。

## 出賣楊輔清
- 同治十三年（1874年），「輔王」楊輔清自美國經澳門回大陸，組織天地會各地意圖再次起義；福建晉江募兵，楊易名加入。
- 時馬融和任職於福建陸路提督羅大春部，偵知此事密通報閩浙總督李鶴年，捕斬輔清；馬卻未得賞。